# Sajnszand
Sajnszand (mong. Сайншанд) – miasto w południowo-wschodniej Mongolii, na obszarze Gobi.
Miasto jest stolicą ajmaku wschodniogobijskiego. Leży na wysokości 952 m n.p.m. W 2010 roku liczyło 18,7 tys. mieszkańców.
Powstało w 1931 jako osada leżąca na szlaku karawan Pekin – Irkuck. Później przez miasto poprowadzono działającą do dziś Kolej Transmongolską, budując tu stację kolejową, co przyczyniło się do ożywienia miasta. W latach 80. XX w. działała fabryka alabastru budowlanego oraz niewielki kombinat spożywczy produkujący chleb, wyroby cukiernicze i napoje (różne odmiany lemoniady). Znajdują się tu (stan na 2008) dwa muzea: ajmaku oraz muzeum słynnego mongolskiego lamy i artysty Rawdży.